# Атлантропа
Атлантропа (њем. Atlantropa), позната и као Панропа, била је гигантска инжењерска и колонизациона идеја коју је осмислио њемачки архитекта Херман Зергел двадесетих година 20. вијека, а коју је промовисао све до своје смрти 1952. године. Пројекат је осмишљен тако да садржи неколико бранских хидроелектрана у кључним тачкама Средоземног мора, попут Гибралтара и Босфора, како изазвао пад нивоа мора и створио нове земљиште за насељавање. Предложена је као мировна паневропска алтернативна нацистичком концепту Лебенсраума.

## Дизајн
Главна карактеристика пројекта била је бранска хидроелектрана коју је требало изградити преко Гибралтарског мореуза, што би обезбједило огромне количине хидроелектрицитета и довело би до спуштања нивоа Средоземног мора за око 200 м, стварајући нове површине погодне за насељавање, нпр. на простору Јадранског мора. Пројектом су предложене и четири додатне веће бране:
- преко Дарданела, која би задржавала Црно море,
- између Сицилије и Туниса, како би се обезбједио путни правац и даље спуштао ниво унутрашњег Средоземља,
- на ријеци Конго, испод њене притоке Квах за допуњавање слива Мега-Чадског басена око језера Чад, а како би се обезбједила свјежа вода за наводњавање Сахаре и створила бродска путања ка унутрашњости Африке,
- проширење Суецког канала и бране за одржавање везе са Црвеним море.

Зергел је своју схему, за које предвиђено да траје више од једног вијека, видио како мирну паневропску алтернативу концептима нацистичког Лебенсраума, која је касније постала један од разлога због кога је Трећи рајх освајао нове територије. Атлантропа би обезбједила: земљиште, храну, послове, електричну енергију и прије свега нову визију за Европу и сусједну Африку.
Идеју Атлантропе, током неколико деценија, карактерисале су четири константе:
- пацифизам, у својим обећањима да ће се технологија користити у мирнодопске сврхе,
- паневропска осјећања, становништво по коме је пројекат начин за обједињење ратне Европе,
- евроцентрични ставови према Африци, која је требало да се уједини са Европом у Атлантропу или Еврафрику,
- неоколонијална геополитика, која је свијет видјела као цјелину подијељену на три блока: Америка, Азија и Атлантропа.[9]

Активна подршка била је ограничена на архитекте и планере из Њемачке и низа других земаља, првенствено сјеверне Европе. Критичари су га исмијавали због различитих грешака, почев од недостатка било какве сарадње средоземних земаља у планирању до утицаја који би пројекат имао на историјске обалске заједнице која би се насукале у унутрашњости, како да би се море повукло. Пројекат је велику популарност достигао крајем двадесетих и почетком тридесетих и поново накратко крајем четрдесетих и почетком педесетих, али је убрзо нестао из јавности послије Зергелове смрти.

## Историја
План је надахнут тадашњим новим разумијевањем Месинске кризе салинитета, пансредоземним геолошким догађајем који се догодио прије 5—6 милиона година. Савремени геолози претпостављају да су велика налазишта соли која окружују средоземну обалу резултат њене дјелимичне изолације смањењем морских путева који повезују са Атлантиком. Данас, већина геолога вјерује да је Средоземно море претрпио значајно смањење током тог периода од најмање неколико стотина метара.
Утопијски циљ био је рјешавање свих главних проблема европске цивилизације стварањем новог континента „Атлантропа”, који би се састојао од Европе и Африке, а на којем би живјели Европљани. Зергел је био увјерен да би била конкурентна са Америкама и оријенталном „Паназијом” у настајању, Европа мора постати самостална, што је подразумијевало посједовање територија у свим климатским зонама. Азија би заувијек остала мистерија за Европљане, а Британци не би могли дугорочно одржавати своју глобалну империју и зато је био неопходан заједнички европски напор за колонизацију Африке.
Спуштање нивоа Средоземног мора омогућило би производњу огромних количина електричне енергије, гарантујући раст индустрије. За разлику од фосилних горива, овакав извор енергије не би могао да се потроши. Огромно земљиште било би ослобођено за пољопривреду, укључујући и Сахару, коју је требало наводњавати помоћу три језера величине мора у Африци. Масовни јавни радови, за које се предвиђало да ће трајати дуже од једног вијека, ублажили би незапосленост, а стицање нових земљаних површина ублажило би притисак пренасељености, коју је Зергел сматрао основних узроком политичких немира у Европи. Вјеровао је да би ефекат пројекат на климу било само користан и да би се клима могла промијенити набоље и у даљим предјелима, попут Британских острва, јер би ефикаснија Голфска струја створила топлије зиме. Блиски исток, под контролом консолидоване Атлантропе, био би додатни извор енергије и бедем против Жуте опасности.
Рекламни материјал који су ради промоције Атлантропе направили Зергел и његове присталице садржио је планове, мапе и макете неколико брана и нових лука у Средоземном мору, изглед Гибралтарске бране крунисану кулом од 400 м коју је пројектовао Петер Бехренс, пројекције раста пољопривредне производње, скице панатлантропске електричне мреже, па чак и одредба о заштити Венеције као културне знаменитости. Када су поменуте забринутости због климатских промјена или земљотреса, истицане су као позитивне, а не негативне стране. Зергелова књига Die Drei Grossen из 1932. садржи Хитлеров цитат на летку како би показао да је пројекат у складу са нацистичком идеологијом.
Послије Другог свјетског рата, поново се јавила интересовање за идеју, јер су западни савезници настојали створити ближе везе са својим колонијама у Африци у покушају борбе против растућег марксистичког утицаја у тој регији, али проналазак нуклеарне енергије, трошкови обнове и крај колонијализма учинили су Атлантропу технолошки непотребном и политички неизводљивом, иако је Институт Атлантропа постојао до 1960. године.
Већина приједлога везаних за изградњу Гибралтарске бране из тог времена усредсређена је на хидроелектрички потенцијал таквог пројекта и не предвиђа значајније спуштање нивоа Средоземног мора. Нова идеја, која укључује брану између Европе и сјеверне Африке на Гибралтару, предвиђена је да се носи са било којим будућим глобалним порастом нивоа мора изван слива средоземног басена.

## У популарној култури
Верзију Атлантропе представио је бивши министар Трећег рајха Мартин Хојсман, који је предложио да се цјелокупно Средоземно море исуши путем бране на Гибралтару, у фиктивном универзуму серије Човјек у високом дворцу, као и у истоименом роману Филипа К. Дика на којем је серија и заснована.